# Yoshiro Abe
Yoshiro Abe (født 5. juli 1980) er en japansk tidligere professionel fodboldspiller.
Han har spillet for flere forskellige klubber i sin karriere, herunder FC Tokyo, Oita Trinita, Kashiwa Reysol, Shonan Bellmare, Ventforet Kofu, Júbilo Iwata og Matsumoto Yamaga FC.